# Lithophyllum giraudii
Lithophyllum giraudii Lemoine, 1918 é o nome botânico de uma espécie de algas vermelhas marinhas pluricelulares do gênero Lithophyllum, família Corallinaceae.

## Sinonímia
- Não apresenta sinônimos.